# 国際認定フォーラム
国際認定フォーラム（こくさいにんていフォーラム、International Accreditation Forum=IAF）は、適合性評価（第三者認証）にかかわる各国の認定機関などが加盟する、相互承認協定などの連携を図るための国際機関・会議体である。

## 概要
計測器の試験・校正やマネジメントシステムの認証など、適合性評価には様々なものがあるが、ISO/IEC 17011に基づく適合性評価では、分権的な権限の仕組みが取り入れられている。ISO/IEC 17011では適合性評価を直接おこなう機関を適合性評価機関（CAB）、CABの能力を審査・認定する機関を認定機関と定める。認定機関の権限は一般に各国政府に由来するが、民間企業も指定され、また貿易の便宜上、適合性の証明が他国でも同等に通用することが求められる。そこで、認定機関の信頼性を高めるとともに、証明の国際的な同等性を認めあう仕組みとして、多国間での取り決めと相互評価をおこなう相互承認協定（MLA）と呼ばれる手続きがとられる。IAFはマネジメントシステムや製品認証などの分野におけるMLAを円滑化するための会議体として、1993年に創設され、1998年に非営利法人化された。ヨーロッパ、アフリカ、中東、アジア、アメリカなど各地域におけるIAFの下部組織も創設されている（アジア太平洋認定協力機構〈APAC〉など）。
IAFとは別に、計測の分野における同様の機関として、1977年に創設された国際試験所認定協力機構（ILAC）がある。

## 加入団体と相互認定機関
- 米国国家規格協会 (ANSI)
- 世界保健機関 (WHO)
- 欧州連合 (EU)
- 国際標準化機構 (ISO)
- 国際電気標準会議 (IEC)
- 東南アジア諸国連合 (ASEAN)
- 国際度量衡局 (BIPM)
- 世界アンチ・ドーピング機関 (WADA)
- 英国認証機関認定審議会 (UKAS)(英国貿易産業省の外郭団体)
- アジア太平洋試験所認定協力機構 (APLAC)
- 国際電気通信連合 (ITU)
- 国際法定計量機関 (OIML)
- 国際連合工業開発機関 (UNIDO)
- 計測、認定及び標準化における発展途上国支援の調整合同委員会 (JCDCMAS)
- 米国適合性認定機関 (ANAB)
- RvA (オランダ)
- ブラジル国家度量衡・規格・工業品質院（英語版） (INMETRO)
- ema (メキシコ)
- 中国合格評定国家認可委員会 (CNAS)
- 財団法人日本適合性認定協会
- 独立行政法人製品評価技術基盤機構
- 独立行政法人製品評価技術基盤機構認定センター (IAJapan)
- 財団法人日本情報処理開発協会情報マネジメント推進センター
- 株式会社電磁環境試験所認定センター (VLAC)

加入団体には、準メンバー、準備機関、ILAC 相互承認署名機関（フルメンバー）がある。
日本では審査登録機関協議会（JACB）において策定された「審査登録機関の情報公開に関するガイドライン」ISO/IEC 17021:2007（適合性評価－マネジメントシステムの審査及び認証を行う機関に対する要求事項）があり、経済産業省は、ガイドラインについてフォローアップを行う。
国際整合性への配慮を行ない太平洋認定機関協力機構（PAC）との連携を効果的に進めることをもとめられている。